# Амортизирующие узлы
Амортизи́рующие узлы́ — узлы, применяемые в спелеотуризме на альпинистской верёвке, соединяющие дополнительную точку крепления страховки с основной. Используют в случае, если при разрушении основного крепления динамическая нагрузка на дополнительное крепление — неизбежна.
Назначение — поглощать часть энергии падения (см. фактор рывка), что значительно уменьшает нагрузку как на статическую верёвку, так и на дополнительные крепления.
Применение — особенно необходимо как при работе с верёвкой диаметром 9 мм, так и с более толстой, но с явными признаками износа, а также когда дублирующая точка крепления — ненадёжна. Амортизирующие узлы вяжут слабо, без затягивания, с оставлением петли длиной 20—30 см.
В качестве амортизирующих узлов применяют:
- «Бабочка»[2][3] — лучший амортизирующий узел[4]
- «Проводник»[5][2] — петлевой узел, завязываемый на середине верёвки между точкой крепления и мастер-карабином
- Парсел прусик[6] — регулируемая петля самостраховки
- Двойной булинь[2] — двойной петлевой узел, завязываемый на середине верёвки между двух точек крепления